# Paris-Nice 2013
|  | Denne artikel eller sektion om sport er forældet eller ikke opdateret. Se artiklens diskussionsside eller historik. |

Paris-Nice 2013 er den 71. udgave af det franske cykelløb Paris-Nice. Løbet starter i Houilles den 4. marts og slutter i Nice den 10. marts. Det er det andet ud af 29 løb i UCI World Tour 2013.

## Deltagende hold
På grund af at Paris-Nice er en del af UCI World Tour, er alle 18 UCI ProTour-hold automatisk inviteret og forpligtet til at sende et hold. Derudover har arrangøren ASO inviteret yderlige fire hold til løbet. Dermed bliver der i alt 176 ryttere i feltet med otte på hvert hold.
| UCI ProTour-hold: - Ag2r-La Mondiale (ALM) - Argos-Shimano (ARG) - Astana Pro Team (AST) - Belkin Pro Cycling (BEL) - BMC Racing Team (BMC) - Cannondale (CAN) - Euskaltel-Euskadi (EUS) - FDJ (FDJ) - Garmin-Sharp (GRM) | 0 - Lampre-Merida (LAM) - Lotto-Belisol (LTB) - Movistar Team (MOV) - Omega Pharma-Quick Step (OPQ) - Orica-GreenEDGE (OGE) - RadioShack-Leopard (RLT) - Team Saxo-Tinkoff (SAX) - Team Sky (SKY) - Vacansoleil-DCM (VCD) - Team Katusha (KAT) | Wildcards: - Cofidis - Europcar - IAM Cycling - Sojasun |

## Etaperne

### Prolog
3. marts 2013 — Houilles, 2.9 km enkeltstart
| Resultat og klassement efter prologen \| \| Rytter \| Hold \| Tid \| \| -- \| ---------------------- \| ----------------------- \| ------ \| \| 1 \| Damien Gaudin (FRA) \| Europcar \| 3' 37" \| \| 2 \| Sylvain Chavanel (FRA) \| Omega Pharma-Quick Step \| + 1" \| \| 3 \| Lieuwe Westra (NED) \| Vacansoleil-DCM \| + 1" \| \| 4 \| Wilco Kelderman (NED) \| Belkin Pro Cycling \| + 2" \| \| 5 \| Geoffrey Soupe (FRA) \| FDJ \| + 2" \| \| 6 \| Peter Velits (SVK) \| Omega Pharma-Quick Step \| + 3" \| \| 7 \| Tony Gallopin (FRA) \| RadioShack-Leopard \| + 3" \| \| 8 \| Borut Božič (SLO) \| Astana Pro Team \| + 3" \| \| 9 \| Sébastien Turgot (FRA) \| Europcar \| + 4" \| \| 10 \| Andriy Hryvko (UKR) \| Astana Pro Team \| + 5" \| |                        |                         |        |
| | Rytter                 | Hold                    | Tid    |
| 1 | Damien Gaudin (FRA)    | Europcar                | 3' 37" |
| 2 | Sylvain Chavanel (FRA) | Omega Pharma-Quick Step | + 1"   |
| 3 | Lieuwe Westra (NED)    | Vacansoleil-DCM         | + 1"   |
| 4 | Wilco Kelderman (NED)  | Belkin Pro Cycling      | + 2"   |
| 5 | Geoffrey Soupe (FRA)   | FDJ                     | + 2"   |
| 6 | Peter Velits (SVK)     | Omega Pharma-Quick Step | + 3"   |
| 7 | Tony Gallopin (FRA)    | RadioShack-Leopard      | + 3"   |
| 8 | Borut Božič (SLO)      | Astana Pro Team         | + 3"   |
| 9 | Sébastien Turgot (FRA) | Europcar                | + 4"   |
| 10 | Andriy Hryvko (UKR)    | Astana Pro Team         | + 5"   |

### 1. Etape
4. marts 2013 — Saint-Germain-en-Laye til Nemours, 195 km.
|    | Rytter                    | Hold               | Tid        |
| -- | ------------------------- | ------------------ | ---------- |
| 1  | Nacer Bouhanni (FRA)      | FDJ                | 4h 47' 24" |
| 2  | Alessandro Petacchi (ITA) | Lampre-Merida      | s.t.       |
| 3  | Elia Viviani (ITA)        | Cannondale         | s.t.       |
| 4  | Jens Debusschere (BEL)    | Lotto-Belisol      | s.t.       |
| 5  | Heinrich Haussler (AUS)   | IAM Cycling        | s.t.       |
| 6  | Mark Renshaw (AUS)        | Belkin Pro Cycling | s.t.       |
| 7  | José Joaquín Rojas (ESP)  | Movistar Team      | s.t.       |
| 8  | Leigh Howard (AUS)        | Orica-GreenEDGE    | s.t.       |
| 9  | Borut Božič (SLO)         | Astana Pro Team    | s.t.       |
| 10 | Romain Feillu (FRA)       | Vacansoleil-DCM    | s.t.       |

|    | Rytter                    | Hold                    | Tid        |
| -- | ------------------------- | ----------------------- | ---------- |
| 1  | Nacer Bouhanni (FRA)      | FDJ                     | 4h 51' 01" |
| 2  | Damien Gaudin (FRA)       | Europcar                | + 0"       |
| 3  | Sylvain Chavanel (FRA)    | Omega Pharma-Quick Step | + 1"       |
| 4  | Lieuwe Westra (NED)       | Vacansoleil-DCM         | + 1"       |
| 5  | Elia Viviani (ITA)        | Cannondale              | + 1"       |
| 6  | Alessandro Petacchi (ITA) | Lampre-Merida           | + 2"       |
| 7  | Wilco Kelderman (NED)     | Belkin Pro Cycling      | + 2"       |
| 8  | Geoffrey Soupe (FRA)      | FDJ                     | + 2"       |
| 9  | Peter Velits (SVK)        | Omega Pharma-Quick Step | + 3"       |
| 10 | Tony Gallopin (FRA)       | RadioShack-Leopard      | + 3"       |

### 2. Etape
5. marts 2013 — Vimory til Cérilly, 200.5 km.
|    | Rytter                   | Hold                    | Tid        |
| -- | ------------------------ | ----------------------- | ---------- |
| 1  | Marcel Kittel (GER)      | Argos-Shimano           | 5h 42' 18" |
| 2  | Elia Viviani (ITA)       | Cannondale              | s.t.       |
| 3  | Leigh Howard (AUS)       | Orica-GreenEDGE         | s.t.       |
| 4  | Borut Božič (SLO)        | Astana Pro Team         | s.t.       |
| 5  | Samuel Dumoulin (FRA)    | Ag2r-La Mondiale        | s.t.       |
| 6  | Gianni Meersman (BEL)    | Omega Pharma-Quick Step | s.t.       |
| 7  | Romain Feillu (FRA)      | Vacansoleil-DCM         | s.t.       |
| 8  | Jens Debusschere (BEL)   | Lotto-Belisol           | s.t.       |
| 9  | José Joaquín Rojas (ESP) | Movistar Team           | s.t.       |
| 10 | Tony Gallopin (FRA)      | RadioShack-Leopard      | s.t.       |

|    | Rytter                    | Hold                    | Tid         |
| -- | ------------------------- | ----------------------- | ----------- |
| 1  | Elia Viviani (ITA)        | Cannondale              | 10h 33' 11" |
| 2  | Sylvain Chavanel (FRA)    | Omega Pharma-Quick Step | + 7"        |
| 3  | Damien Gaudin (FRA)       | Europcar                | + 8"        |
| 4  | Lieuwe Westra (NED)       | Vacansoleil-DCM         | + 9"        |
| 5  | Alessandro Petacchi (ITA) | Lampre-Merida           | + 10"       |
| 6  | Wilco Kelderman (NED)     | Belkin Pro Cycling      | + 10"       |
| 7  | Geoffrey Soupe (FRA)      | FDJ                     | + 10"       |
| 8  | Peter Velits (SVK)        | Omega Pharma-Quick Step | + 11"       |
| 9  | Tony Gallopin (FRA)       | RadioShack-Leopard      | + 11"       |
| 10 | Borut Božič (SLO)         | Astana Pro Team         | + 11"       |